# Jack McMahon
John Joseph McMahon, detto Jack (Brooklyn, 3 dicembre 1928 – Chicago, 11 giugno 1989), è stato un cestista e allenatore di pallacanestro statunitense, professionista nella NBA, nella ABA e nella ABL.

## Carriera
Venne selezionato dai Rochester Royals al secondo giro del Draft NBA 1952 (18ª scelta assoluta).

## Palmarès

### Giocatore
- Campionato NBA: 1

St. Louis Hawks: 1958